# Jason Smith (Politiker)

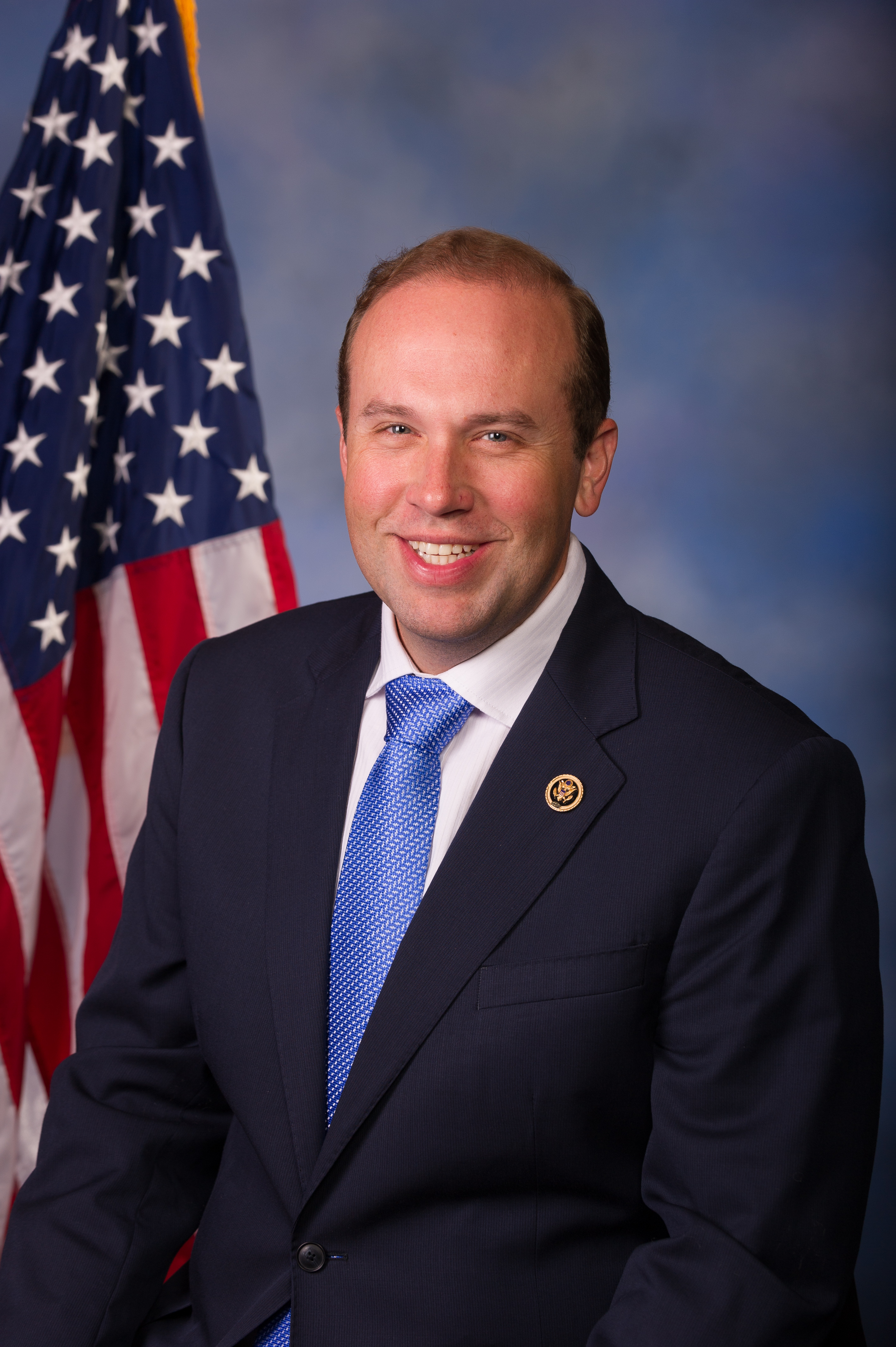
Jason T. Smith (2015)

Jason Thomas Smith (* 16. Juni 1980 in St. Louis, Missouri) ist ein US-amerikanischer Politiker der Republikanischen Partei. Seit 2013 vertritt er den achten Distrikt des Bundesstaats Missouri im US-Repräsentantenhaus.

## Werdegang
Jason Smith, Sohn einer Farmerfamilie, besuchte bis 1998 die Salem High School und studierte danach bis 2001 an der University of Missouri in Columbia, wo er einen Bachelor of Science in Agrarwissenschaft und Betriebswirtschaftslehre erhielt. Anschließend studierte er Jura an der School of Law der Oklahoma City University. Diese schloss er 2004 mit dem Juris Doctor (J.D.) erfolgreich ab. Nach seiner erfolgten Zulassung als Rechtsanwalt begann er in diesem Beruf zu arbeiten.

## Politische Karriere
Politisch schloss er sich der Republikanischen Partei an. Zwischen 2005 und 2013 saß er als Abgeordneter im Repräsentantenhaus von Missouri, wo er vier Ausschüssen angehörte.
Nach dem Rücktritt der Abgeordneten Jo Ann Emerson am 22. Januar 2013, wurde Smith bei der fälligen Nachwahl mit 67,1 Prozent der Wählerstimmen gegen den Demokraten Steve Hodges für den achten Sitz von Missouri als deren Nachfolger in das Repräsentantenhaus der Vereinigten Staaten in Washington, D.C. gewählt, wo er am 5. Juni 2013 sein neues Mandat antrat.
Er konnte die reguläre Wahl 2014 mit rund 67 % gegen vier weitere Kandidaten gewinnen. Die folgenden fünf Wahlen zwischen 2016 und 2024 konnte er mit jeweils über 70 % noch deutlicher gewinnen. Damit kann er sein Mandat bis heute ausüben. Seine aktuelle Legislaturperiode im Repräsentantenhaus des 119. Kongresses läuft noch bis zum 3. Januar 2027.

### Ausschüsse
Er ist im aktuellen 118. Kongress der Vereinigten Staaten Mitglied in folgenden Ausschüssen des Repräsentantenhauses:
- Committee on Ways and Means (Chair)
- Joint Committee on Taxation (gemeinsamer Ausschuss mit dem Senat)

Im 117. Kongress der Vereinigten Staaten war Smith Mitglied in folgenden Ausschüssen des Repräsentantenhauses:
- Committee on the Budget (Ranking Member)
- Committee on Ways and Means
  - Health

Er ist unter anderem Mitglied der National Rifle Association.